# Ömer İzgi
Ömer İzgi (ur. 1940 w Doğanhisarze w prowincji Konya) – turecki polityk i prawnik, deputowany, w latach 2000–2002 przewodniczący Wielkiego Zgromadzenia Narodowego Turcji.

## Życiorys
Ukończył studia prawnicze na Uniwersytecie w Ankarze. Na tej samej uczelni uzyskał magisterium z prawa cywilnego. Praktykował w zawodzie prawnika, był też głównym doradcą tureckiego premiera. W 1983 należał do założycieli nacjonalistycznego stronnictwa Muhafazakâr Parti, przekształconego w 1985 w ugrupowanie Milliyetçi Çalışma Partisi, w którym pełnił funkcję zastępcy sekretarza generalnego. Na bazie tej formacji w 1993 powstała Partia Narodowego Działania. Ömer İzgi był przewodniczącym jej struktur w prowincji Ankara i wiceprzewodniczącym struktur krajowych. W latach 1999–2002 sprawował mandat do Wielkiego Zgromadzenia Narodowego Turcji. Od października 2000 do końca kadencji w listopadzie 2002 zajmował stanowisko przewodniczącego tureckiego parlamentu.